# 原禮子
原 禮子（はら れいこ、1946年7月17日 - ）は、日本の実業家、馬主。
人材派遣などを手がける、株式会社オメガコンサルタンツの代表取締役社長を務める。

## 経歴・人物
1946年、新潟県出身。農業を営む家庭の、4人兄弟の長女として生まれる。20歳で農家の夫と結婚、自身は専業主婦として夫との間に2人の子供を授かったが、結婚生活12年目で夫が急死。生計を立てるため、弟を頼り2人の子供を連れて上京を果たした。
当初務めていた会社では経理の仕事を行っていたが、会社は間もなく倒産。その後電気工事を扱う会社に移り、事務職とともに営業や経理の仕事もこなした。この職場において、電気工事での代金は建物の完成まで入金されない一方、他社の人材不足を補うためスタッフを派遣した際、その派遣費用は迅速に入金されることに気づき、当時はまだ主流ではなかった人材派遣の仕事に可能性を見出した原はこの会社を退職し、1986年にオメガエンジニアリング株式会社を設立。2005年には社名を株式会社オメガコンサルタンツに改めた。
趣味は競馬と水泳。

## 馬主活動

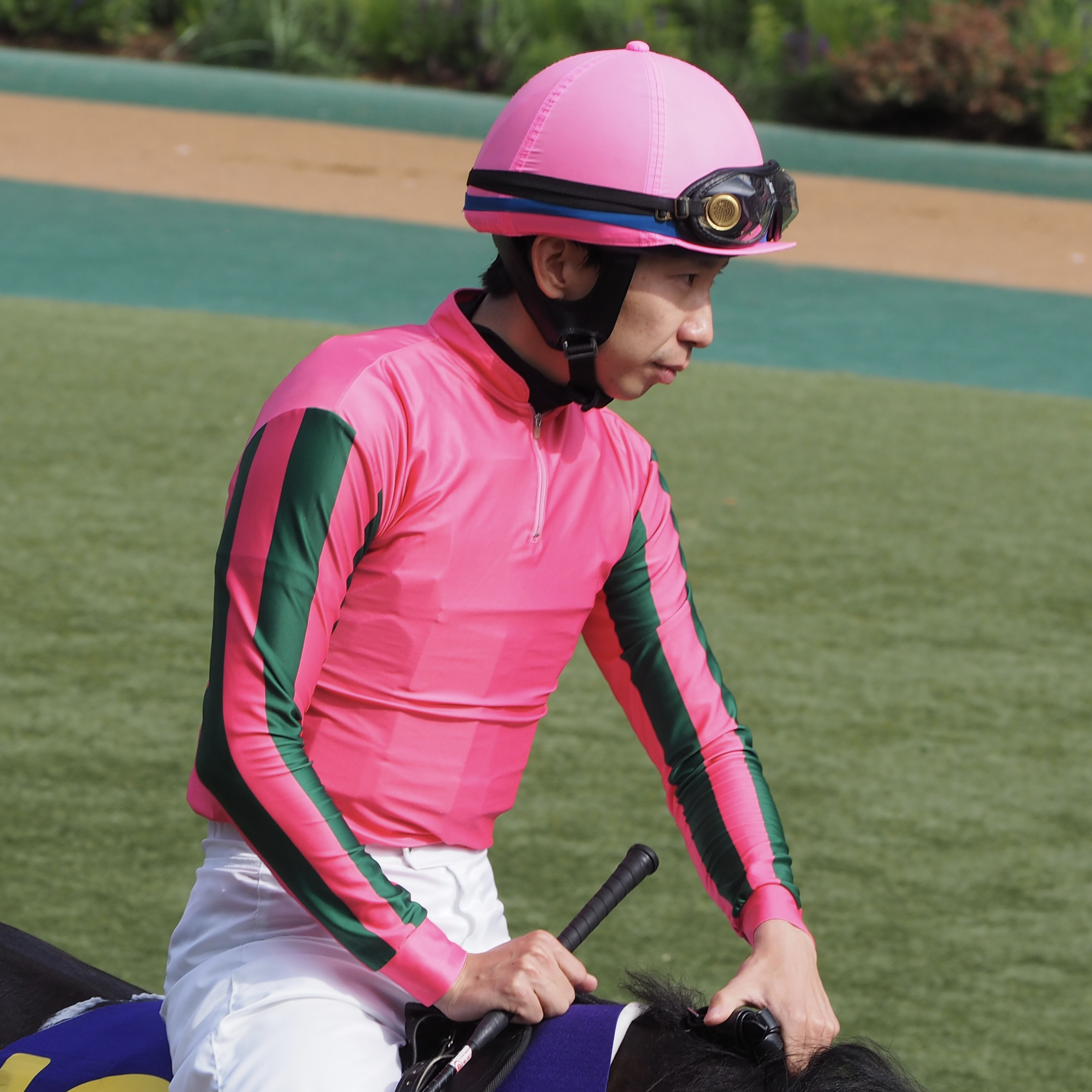
原の勝負服を着用した横山和生

日本中央競馬会（JRA）および地方競馬全国協会（NAR）に登録する馬主としても知られる。勝負服の柄は勝負服の柄は桃、袖緑縦縞。冠名には「オメガ」を用いるが、牝馬の場合、繁殖牝馬となってからのことを考え冠名を付けない場合もある。
馬主になったきっかけは、府中市に住む自身の会社の従業員に東京競馬場に誘われ、専門紙の印から選んで馬券を買ったところ6レースから12レースまで全的中を果たし、「勝ったのが自分の馬だったらもっと嬉しい」と考えたこと。この時点で既に馬主資格取得の要件は整っていたという。

### エピソード
- 2001年頃、原が孫娘とともに電車に乗車していた時、ぐずった孫娘に席を譲ったのが後に騎手となる三浦皇成であった[5]。このとき、左手を怪我していたにもかかわらず迷わずに席を譲った三浦が印象に残ったといい、会話の中で三浦が騎手を目指していると知ると、自身の所有馬のQUOカードを三浦に渡し、自身の所有馬に乗せることを約束し別れた[5]。その後2008年に三浦がデビューした際に再会し、三浦と加藤征弘厩舎の繋がりの構築にも一役買った[5]。

### 来歴
- 1996年 - 馬主資格取得[1][6]。
- 1998年 - 8月2日の3歳未勝利戦をオメガストーリーが制し、初出走委初勝利[1]。
- 2012年 - オメガハートランドがフラワーカップを制し、重賞競走初制覇[1][6]。
- 2014年 - 優駿牝馬（オークス）をヌーヴォレコルトが制し、GI競走初制覇[1]。

## 主な所有馬

### GI競走優勝馬
- ヌーヴォレコルト（2014年優駿牝馬、ローズステークス、2015年中山記念、2016年レッドカーペットハンデキャップ）
- オメガパフューム（2018年シリウスステークス、東京大賞典、2019年帝王賞、東京大賞典、2020年平安ステークス、東京大賞典、2021年東京大賞典、2022年アンタレスステークス）

### 重賞競走優勝馬
- オメガハートランド（2012年フラワーカップ）
- オメガハートロック（2014年フェアリーステークス）
- イングランドアイズ（2025年小倉記念）